# 1999 CH9
1999 CH9 är en asteroid i huvudbältet som upptäcktes den 8 februari 1999 av den japanska astronomen Nobuhiro Kawasato i Uenohara.
Asteroiden har en diameter på ungefär 6 kilometer.